# ディクソン郡 (ネブラスカ州)
座標: 北緯42度30分 西経96度52分 / 北緯42.50度 西経96.87度
ディクソン郡（英: Dixon County）は、アメリカ合衆国のネブラスカ州にある郡。2000年時点の人口は6,339人で、郡庁所在地はポンカ (Ponca)。近隣の三つの郡とアイオワ州のスーシティを中心とするスーシティ大都市圏を構成している。
ネブラスカ州のナンバープレートで、ディクソン郡の車両は最初の数字が35になっている。これは1922年にナンバープレートの制度を確立した際、ディクソン郡の車両登録台数が州内の郡のなかで35番目に多かったからである。

## 地理
アメリカ合衆国国勢調査局によると、この郡は総面積1,250 km2 (483 mi2) である。このうち1,234 km2 (476 mi2)が陸地で、16 km2 (6 mi2) が川や湖などの水地域である。総面積のうちの1.31%が水地域となっている。

### 隣接する郡
- ユニオン郡 (サウスダコタ州)（北東）
- ダコタ郡（東）
- サーストン郡（南東）
- ウェイン郡（南西）
- シーダー郡（西）
- クレイ郡 (サウスダコタ州)（北西）

### 国立保護区
- ミズーリ国立レクリエーショナル河川（部分管轄）

## 人口動静

2000年国勢調査時の郡の人口ピラミッド

2000年の国勢調査によると、ディクソン郡には6,339人、2,413世帯、及び1,705家族が暮らしている。人口密度は5/km2 (13/mi2) で、2/km2 (6/mi2) の平均的な密度に2,673軒の住居が建っている。この郡の人種の構成は白人94.64%、黒人（アフリカ系アメリカ人）0.03%、先住民0.49%、アジア系0.27%、太平洋諸島系はおらず、その他の人種3.79%、及び混血0.79%で、5.49%の人々がヒスパニックまたはラテン系である。郡の住民の45.5%がドイツ系、10.4%がアイルランド系、8.5%がスウェーデン系、5.9%がアメリカ系、5.9%がノルウェー系、5.1%がイングランド系移民の子孫である。
ディクソン郡に住む2,413世帯のうち、33.30%は18歳未満の子どもと暮らしており、61.50%は夫婦で生活している。6.50%は未婚の女性が世帯主であり、29.30%は家族以外の住人と同居している。25.90%は独居で、全世帯の14.40%は65歳以上の独居老人世帯である。1世帯あたりの平均人数は2.58人であり、家庭の場合は3.12人である。
郡の住民は27.50%が18歳未満の子どもで、18歳以上24歳以下が7.10%、25歳以上44歳以下が24.90%、45歳以上64歳以下が22.40%、および65歳以上が18.20%となっている。平均年齢は39歳である。女性100人に対して男性は98.50人いて、18歳以上の女性100人に対しては男性は94.50人いる。
郡の世帯ごとの平均収入は34,201米ドルで、家族ごとでは41,122米ドルである。男性の27,784米ドルに対して女性は20,573米ドルの平均的な収入がある。この郡の一人当たりの収入 (per capita income) は15,350米ドルである。総人口の10.00%、家族の7.50%は貧困線以下である。18歳未満の子どもの12.40%及び65歳以上の9.00%は貧困線以下の生活を送っている。

## 都市および村

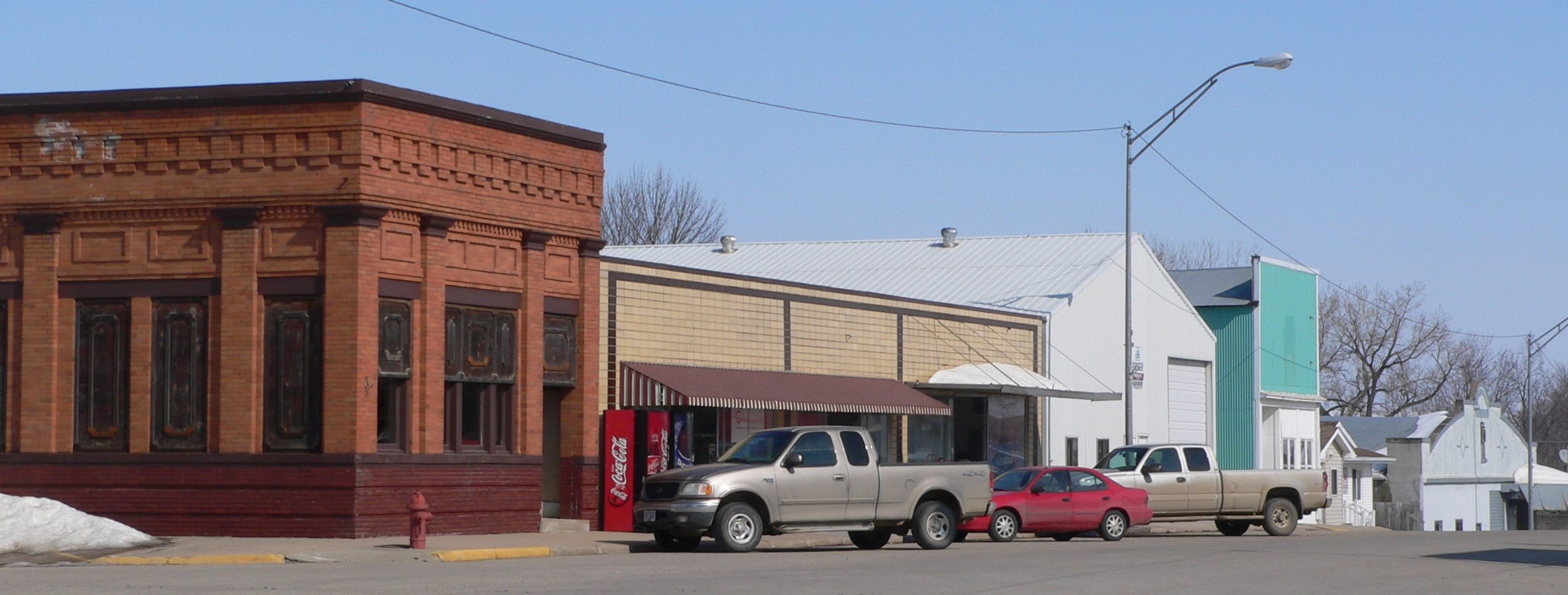
アレンのようす
（2010年3月4日撮影）

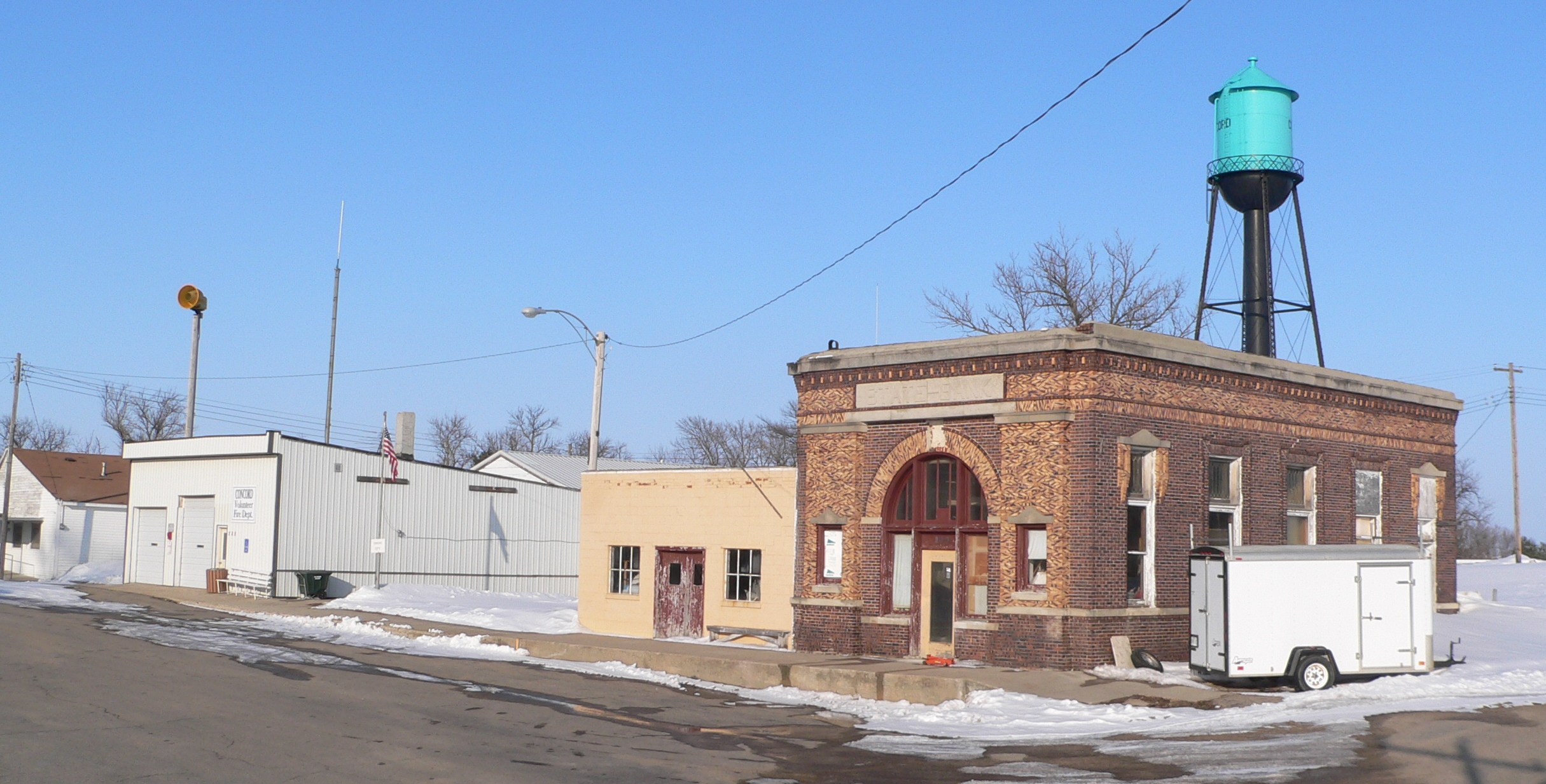
コンコードのようす
（2010年2月22日撮影）

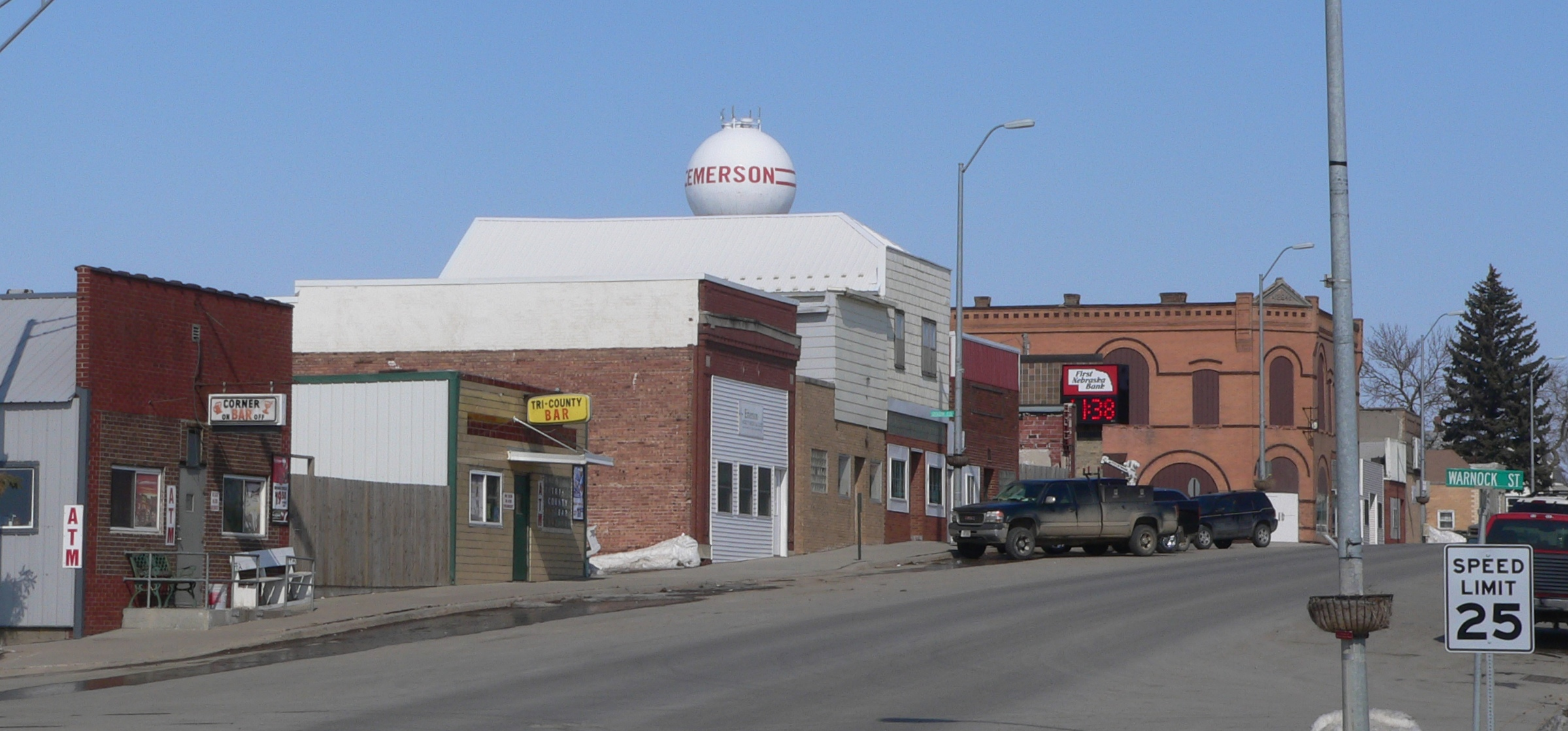
エマーソンのようす
（2010年3月4日撮影）

- アレン (en:Allen, Nebraska)
- コンコード (en:Concord, Nebraska)
- ディクソン (en:Dixon, Nebraska)
- エマーソン (en:Emerson, Nebraska) ダコタ郡、サーストン郡にまたがって位置している
- マーティンズバーグ (en:Martinsburg, Nebraska)
- マスケル (en:Maskell, Nebraska)
- ニューキャッスル (en:Newcastle, Nebraska)
- ポンカ (en:Ponca, Nebraska)
- ウェイクフィールド (en:Wakefield, Nebraska) ウェイン郡にまたがって位置している
- ウォーターバリー (en:Waterbury, Nebraska)

## 郡区
- クラーク (en:Clark Township, Dixon County, Nebraska)
- コンコード (en:Concord Township, Dixon County, Nebraska)
- デイリー (en:Daily Township, Dixon County, Nebraska)
- エマーソン (en:Emerson Township, Dixon County, Nebraska)
- ガリーナ (en:Galena Township, Dixon County, Nebraska)
- フッカー (en:Hooker Township, Dixon County, Nebraska)
- ローガン (en:Logan Township, Dixon County, Nebraska)
- ニューキャッスル (en:Newcastle Township, Dixon County, Nebraska)
- オタークリーク (en:Ottercreek Township, Dixon County, Nebraska)
- ポンカ (en:Ponca Township, Dixon County, Nebraska)
- シルヴァークリーク (en:Silvercreek Township, Dixon County, Nebraska)
- スプリングバンク (en:Springbank Township, Dixon County, Nebraska)
- ウェイクフィールド (en:Wakefield Township, Dixon County, Nebraska)